# Stemma di Canberra
Lo stemma di Canberra (in inglese Coat of arms of Canberra) è l'emblema della capitale dell'Australia. Viene riferito anche al relativo Territorio della Capitale Australiana, per quanto quest'ultimo sia sprovvisto di uno stemma ufficiale.

## Storia
L'idea di creare un emblema per la capitale australiana nacque allorché, nel luglio 1927, il Dipartimento della Difesa del Commonwealth chiese al Dipartimento degli Affari Interni e dei Territori uno stemma da utilizzare sulla nave da guerra HMAS Canberra, di prossimo varo. Il Dipartimento dell'Interno contattò allora la Federal Capital Commission (FCC) di Canberra, che annunciò un concorso aperto a chiunque, finalizzato a scegliere il futuro stemma cittadino.
I bozzetti ricevuti furono inviati dalla FCC al College of Arms di Londra, ove la commissione incaricata scelse come vincitore quello realizzato da C.R. Wylie. Il disegno fu, quindi, ufficialmente approvato da re Giorgio V con royal warrant dell'8 ottobre 1928.

## Descrizione e significato
Sullo stemma figurano, a destra, un cigno nero e, a sinistra, un cigno reale.
Nel disegno originale, i cigni avrebbero dovuto essere entrambi neri (in quanto uccelli caratteristici dell'Australia), ma, pressoché contemporaneamente, fu approvato lo stemma della città di Perth, anche sul quale figurano due cigni neri. A Canberra, allora, si ritenne opportuno cambiare uno dei due cigni in bianco, per distinguere lo stemma da quello della capitale dell'Australia Occidentale.
La decisione, peraltro, ha fatto sì che oggi il cigno nero e il cigno bianco siano letti come simboli rispettivamente dell'identità aborigena ed europea del popolo australiano.
I due uccelli sorreggono con una zampa uno scudo, il quale reca, su campo blu, dall'alto verso il basso:
- una spada (trattasi, precisamente, della riproduzione della cd. "Sword of justice", la spada di stato dell'Impero britannico[1]), lo scettro cerimoniale del Parlamento australiano[7][1] e la Corona imperiale di stato[7];
- un castello d'argento con tre torri (simboleggianti i tre poteri fondamentali dello Stato: legislativo, esecutivo e giudiziario)[8] e il cancello abbassato;
- la rosa bianca della Casa di York, in omaggio al Duca di York Albert (futuro re Giorgio VI del Regno Unito), il quale, nel 1927, proclamò Canberra sede del governo australiano[1][7].

I cigni e lo scudo figurano anche nella bandiera del Territorio della Capitale Australiana, adottata nel 1993.
Lo scudo è sovrastato da un albero della gomma (simbolo della crescita e del progresso dell'Australia) su una collina verde, adagiato su un drappo bianco e azzurro e racchiuso dietro un cancello d'oro sormontato dalla Corona imperiale di stato.
In basso, infine, figura il motto di Canberra e del relativo Territorio: la frase in inglese "For the Queen, the Law and the People" (per la regina, la legge e il popolo).